# 太陽機械製作所

株式会社太陽機械製作所（たいようきかいせいさくしょ）は、印刷機械、印刷関係機器の製造から販売までをしているメーカー。
ビジネスフォーム印刷機とラベル印刷機が主力製品。その他、特殊印刷機や加工機の製造販売も手がける。
近年では産業用デジタルプリンターメーカー向けにプリンター用搬送機も供給している。また、中国・上海に現地法人「太陽機械股份有限公司」を設立し主力製品を
中国国内で生産、販売している。

## 沿革
- 1961年　創業者、相子良平が東京都品川区豊町3-323で会社設立
- 1962年　ビジネスフォーム印刷機１号機を完成
- 1963年　フォーム丁合機を完成
- 1964年 東京都大田区久ヶ原に移転
- 1966年　紙ナプキン印刷機を完成
- 1967年 東京都大田区大森西4-3-5に新社屋落成/バースター完成

- 1970年　大阪営業所を開設
- 1975年　東京都大田区大森西1-17-22に東京工場を設立
- 1979年　山形県寒河江市中央工業団地12に山形工場設立
- 1980年　ストックフォーム印刷機を完成
- 1989年　サービスセンターを設立
- 1991年　TLM型ラベル印刷機，TOP型ビジネスフォーム印刷機を完成
- 1995年　合弁会社上海新閔太陽機械有限公司，アメリカダラス出張所開設
- 2005年　合弁会社上海恒陽機器製造有限公司 工場操業開始

## 国内拠点及びグループ会社
- 山形工場（山形県寒河江市）
- 大阪営業所（大阪市淀川区）
- 株式会社 太陽イービーテック（東京都大田区）
- 株式会社 太陽メカテック（山形県山形市）

## 海外グループ会社
- 太陽機械股份有限公司（中華人民共和国・上海市）

## 関連
- 印刷